# ویندی گراترول
ویندی گراترول (اسپانیایی: Windi Graterol‎؛ زادهٔ ۱۰ سپتامبر ۱۹۸۶) بازیکن بسکتبال اهل ونزوئلا است.
وی در مسابقات کشوری و بین‌المللی در مجموع برندهٔ ۲ مدال طلا، ۱ مدال نقره شده‌است.